# Triángulo de seguridad (suspensión)
La Inspección del Triángulo de Seguridad revisa los componentes críticos inter-conectados que controlan cada aspecto de la dirección, frenado y estabilidad. Esta inspección va más allá de chequeo de neumáticos y frenos e incluye amortiguadores y struts, barra estabilizadora, rótulas y otros puntos importantes de la suspensión. La Inspección del Triángulo de Seguridad es vital para mantener la habilidad del conductor y evitar accidentes, con sólo un componente en mal estado se disminuye el control y se pone en riesgo su seguridad.
El rol del Triángulo de Seguridad en el Control
Aún cuando los cauchos juegan un rol importante en la habilidad de un conductor al esquivar obstáculos en el camino para mantener el control, esto no lo es todo.
Incluye otros componentes:
- Cremallera
- Terminales
- Bujes de brazo auxiliar
- Brazo Pitman/ Brazo auxiliar
- Eje de dirección
- Barra estabilizadora y uniones terminales
- Amortiguadores, Struts y Resortes
- Rótulas
- Platos de Apoyo
- Baleros de rueda

FRENADO - El rol del Triángulo de Seguridad en el Frenado
Las balatas, zapatas, tambores y rotores son el sistema principal para frenar un vehículo en distancia corta. Pero la diferencia de frenado y control pueden ser afectados por otros componentes incluyendo:
- Amortiguadores
- Struts
- Resortes los cuales controlan la transferencia del peso al frenar y la inclinación hacia el frente.
- Neumáticos
- Alineación

ESTABILIDAD - El rol del Triángulo de Seguridad en la Estabilidad
Quizá la función menos entendible del Triángulo de Seguridad es la Estabilidad, porque comúnmente se le relaciona con términos de comfort.
Pero una suspensión con algún componente desgastado puede reducir la estabilidad de un vehículo y el control del conductor, lo cual puede llegar a una condición insegura.
Los componentes críticos incluyen:
- Amortiguadores, Struts y Resortes
- Barra estabilizadora y terminales
- Alineación de las ruedas
- Platos de Apoyo
- Topes de suspensión
- Neumáticos
- Baleros de rueda